# Antepipona albomarginatus
Antepipona albomarginatus är en stekelart som beskrevs av Gusenleitner. Antepipona albomarginatus ingår i släktet Antepipona och familjen Eumenidae. Inga underarter finns listade i Catalogue of Life.